# Germinal (glasbena skupina)
Germinal je slovenska rokovska glasbena skupina, ki je nastala leta 2000 v Mariboru. Do leta 2005 je skupina imela nekaj kadrovskih sprememb.
Pri izvajanju poleg klasičnih rock glasbil uporabljajo tudi elektronske pripomočke. Poleg avtorskega materiala izvajajo tudi pesmi svetovno poznanih izvajalcev: U2, Robbie Williams, Coldplay, Queen, Bon Jovi, Red Hot Chili Peppers itd.
Od začetka delovanja so nastopali kot predskupina nekaterim znanim imenom slovenske glasbene scene kot so Mi2, Šank Rock, Orlek, Sausages itd., poleg tega so samostojno nastopali v klubih po Sloveniji. Sodelovali so tudi na prireditvi v okviru projekta Mednarodni dnevi na Ekonomsko-poslovni fakulteti v Mariboru. V ta namen so posneli pesem z naslovom »Living Abroad« in jo podarili študentom, ki prihajajo v Slovenijo iz vseh delov Evrope. S slovensko izvedbo pesmi so se predstavili na prvem programu televizije Slovenija v oddaji Tistega lepega popoldneva.
Pred izidom prvenca, ki so ga začeli snemati v začetku maja 2007, so se v javnosti predstavili še s skladbo »Neskončna«, ki je nastala v produkciji Zdenka Ženka (producent zadnjih nekaj plošč Zorana Predina), za katero so posneli tudi videospot.

## Zasedba skupine Germinal
- David Stöger – klaviature, back vokali
- Primož Pavlin – bas
- Jani Mule – vokal, kitara
- Marko Brvar – bobni, back vokali
- Sergej Kleva - kitara - več ne špila :)

## Diskografija
- Kaos v rdeči (2008, samozaložba)